# Gnamptogyia multilineata
Gnamptogyia multilineata là một loài bướm đêm trong họ Noctuidae.